# Halkidikí
Halkidikí vagy ókori vonatkozásban Khalkidiké (görögül Χαλκιδική) félsziget a Balkán-félsziget déli részén, Észak-Görögországban, Közép-Makedónia régióban, az Égei-tenger északnyugati részén.

## Földrajza
A félsziget formája egy háromujjas kézre hasonlít. A tenyéren, vagyis a középső északi részén található a Cholomontasz-hegy. A kinyúló három kisebb félsziget – nyugatról keletre –  Kasszandra, Szithonía és az Athosz-hegy (Agion Órosz), utóbbin a Szent Hegy Autonóm Szerzetesi Állam fekszik. A partvonal 522 km hosszú. Északnyugat felől Szaloniki határolja.

## Története
Az első görögök körülbelül az i. e. 8. században érkeztek a területre, és aranybányászattal foglalkoztak.

## Közigazgatás

Szaloniki regionális egység térképe

Halkidikí (Athoszon kívül) két regionális egységhez tartozik. Az északi rész Szaloniki regionális egységhez tartozik. A félszigeten fekvő községek (a számok a térképhez tartoznak):
- Lagkadasz, székhelye Lagkadasz (9)
- Pilaia-Chortiatisz, székhelye Panoráma (12)
- Thermaikosz, székhelye Peraia (5)
- Thermi, székhelye Thermi (6)
- Volvi, székhelye Sztavrosz (3)

Halkidikí regionális egység térképe

Déli fele Halkidikí regionális egységhez tartozik, mely öt községre oszlik (a számok a térképhez tartoznak):
- Arisztotelisz, székhelye Jerisszosz (2)
- Kasszandra, székhelye Kasszandra (4)
- Nea Propontida, székhelye Nea Múdania (Νέα Μουδανιά) (3)
- Poligirosz, székhelye Poligirosz (1)
- Szithonía, székhelye Nikiti (5)

Athosz autonóm teokratikus köztársaság a görög államon belül.
A legjelentősebb városa, Poligirosz (Πολύγυρος) a félsziget közepén található. További települések:
- Nea Kallikrateia
- Sztagira

## Turizmus
Halkidikí az 1950-es évektől kezdve népszerű turistaparadicsom, amikor Szaloniki lakossága elkezdte az itteni vízparti falvakban tölteni a nyári hónapokat. Kezdetben szobákat béreltek a falusiaktól. Az 1970-es évekre már Ausztriából és Németországból is érkeztek nyaralók, de az igazi turisztikai fellendülés az 1980-as években kezdődött. Híres a turisztikai település Szárti.
Nincs saját vasútállomása vagy repülőtere. Van néhány hely, amit érdemes felkeresni a turistáknak nyáron, mint a Jerakini (Gerakina-tengerpart), Neosz Marmarasz (Porto Carras), Úranúpolisz, Nikiti, Pszakúdia, Kalithéa (Athosz), Sani Resort stb. Közeli nagyváros északnyugaton Szaloniki.
Két saját televíziós csatornája van, a TV Halkidiki és a Super TV.

## Képek

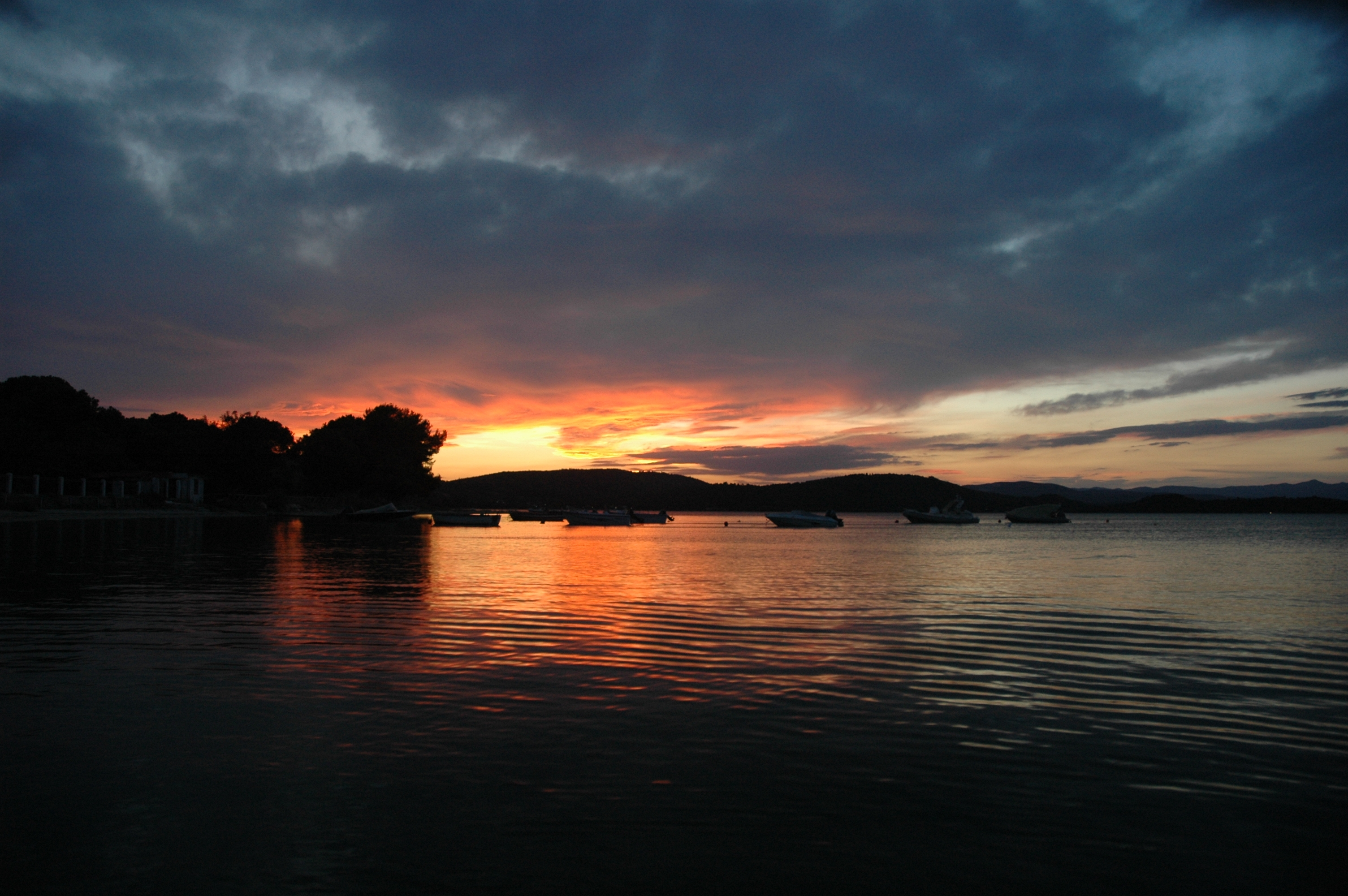
Naplemente Halkidikíben
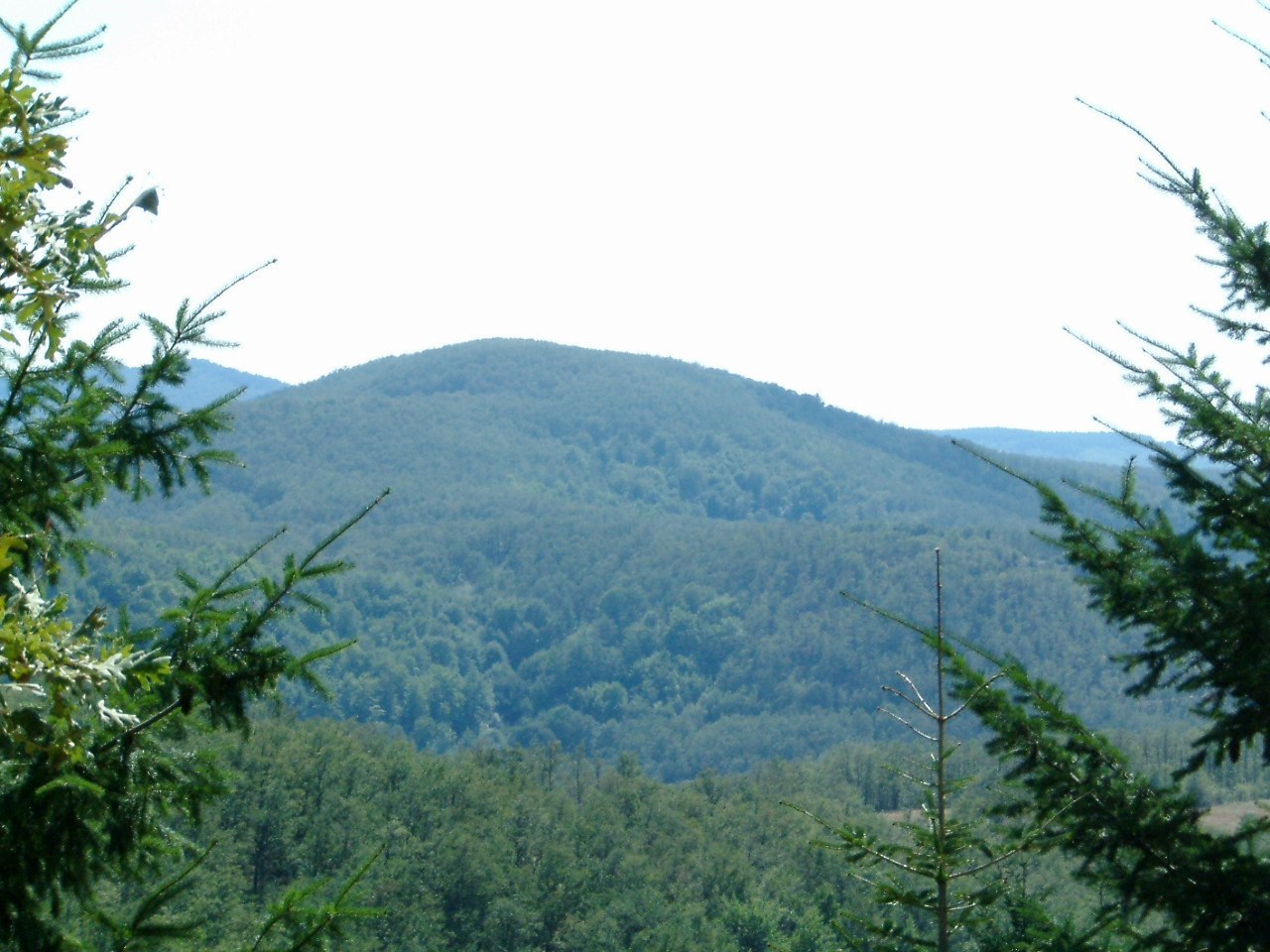
Cholomondasz hegyvidéke
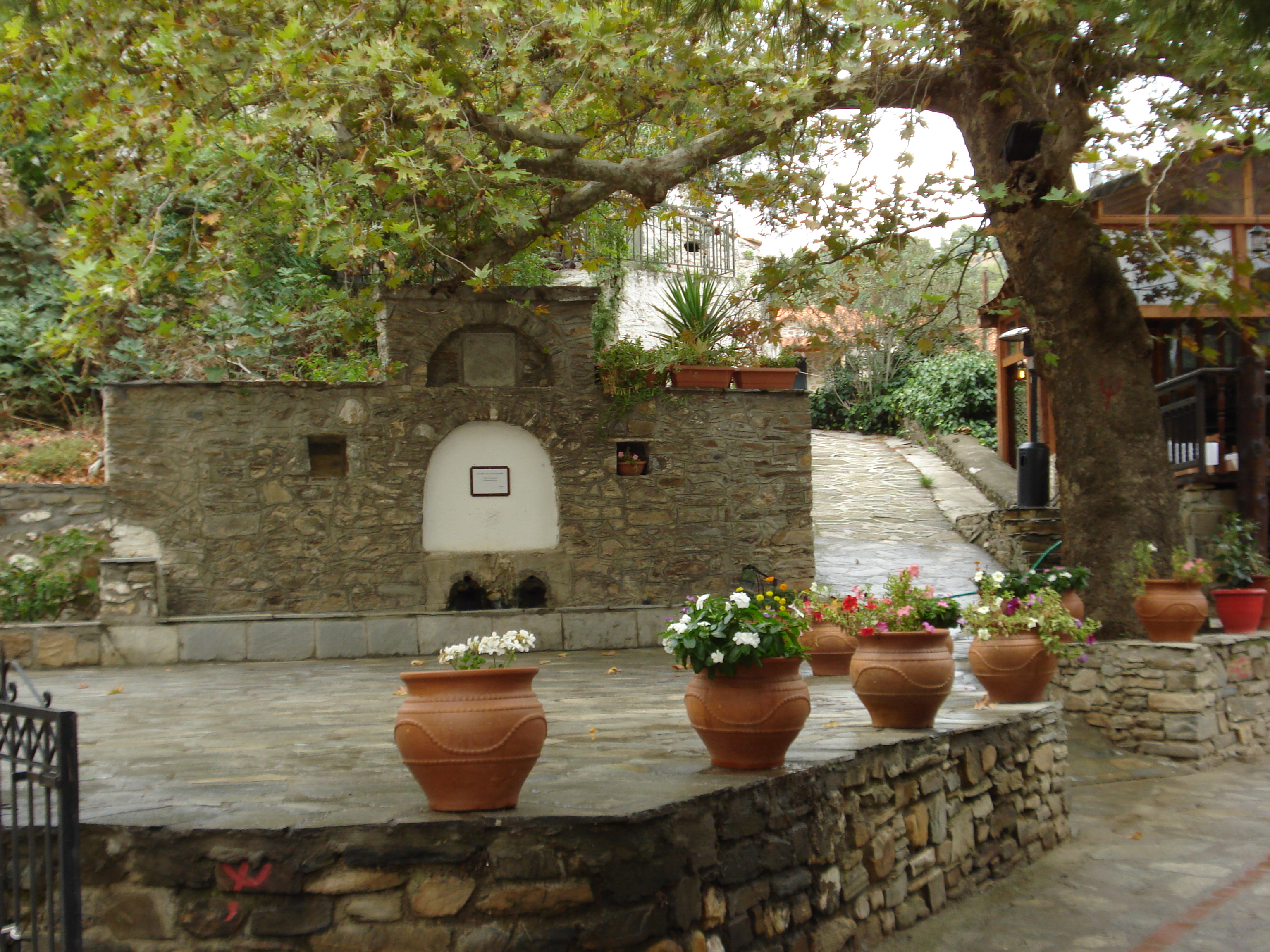
Nikiti
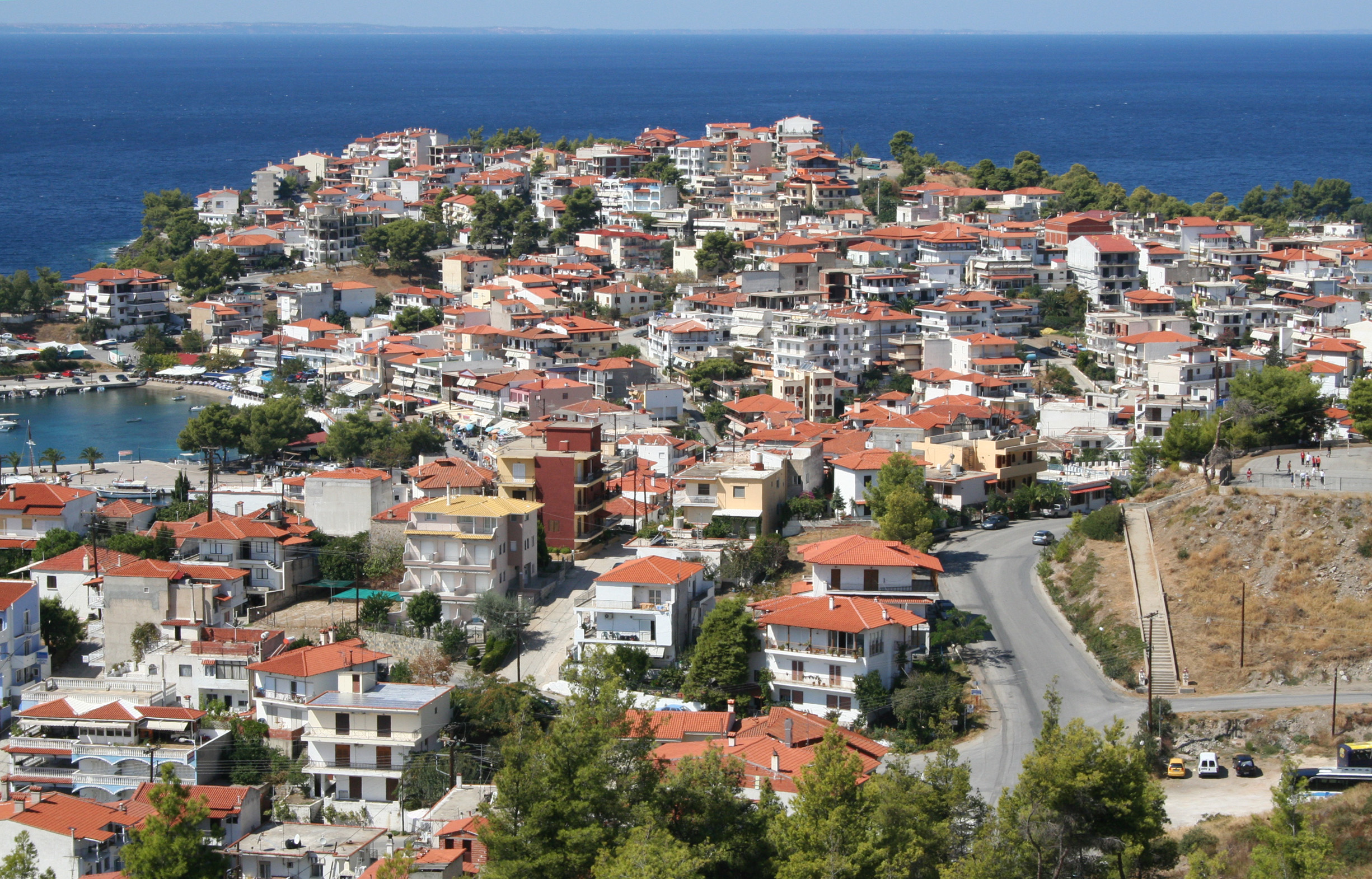
Neosz Marmarasz
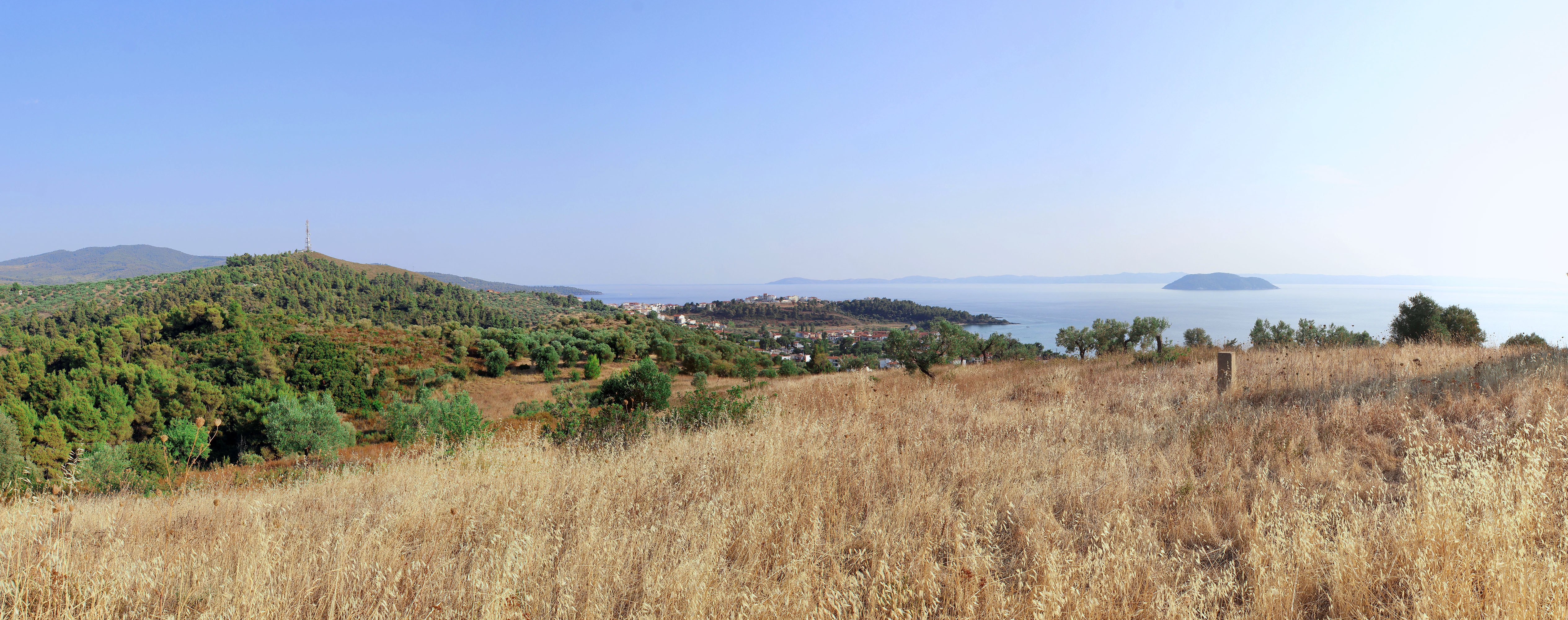
Neosz Marmarasz, a háttérben Kelifosz szigete
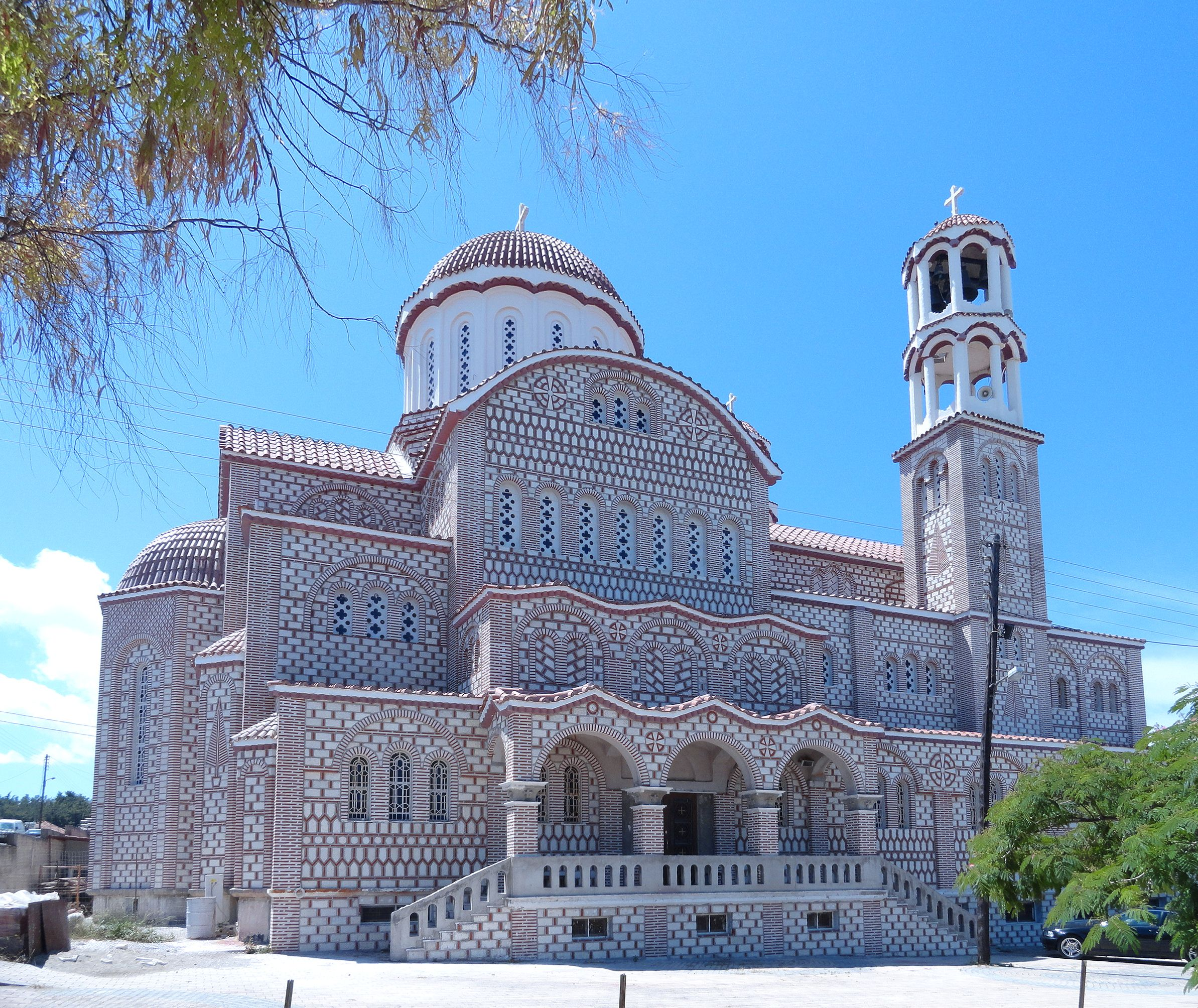
A Szent György-templom Nea Potideában
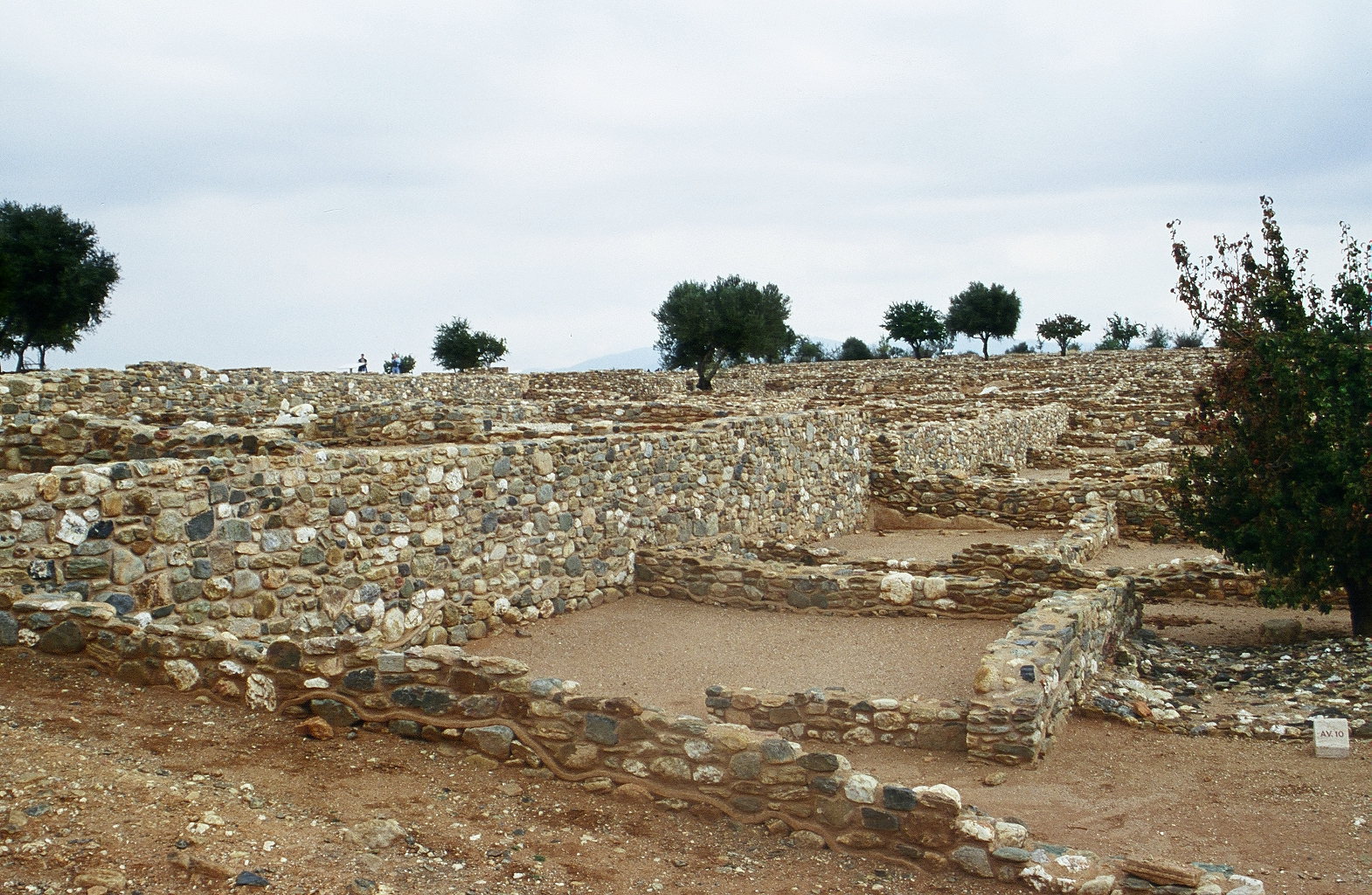
Olintosz romjai
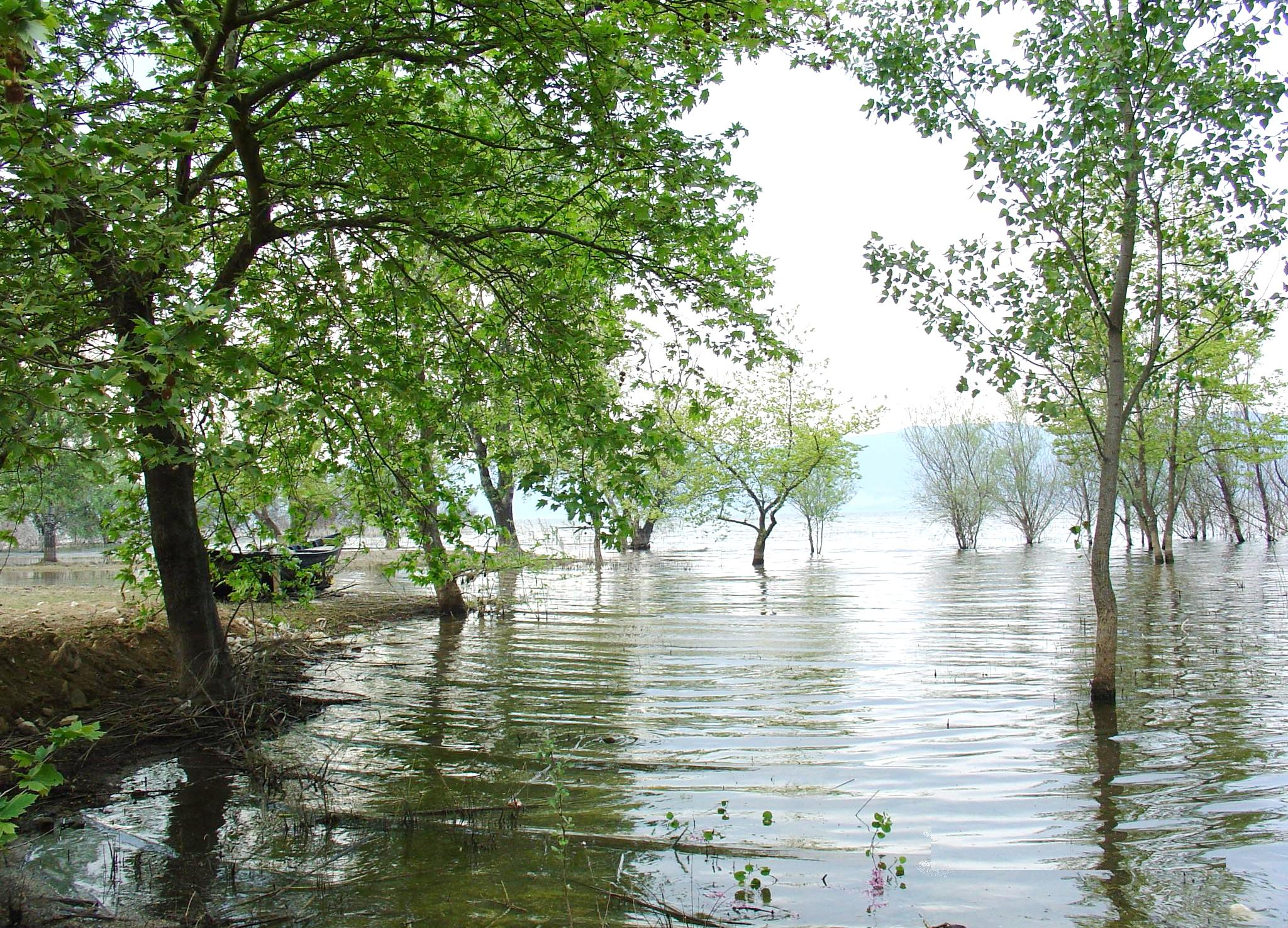
Volvi-tó
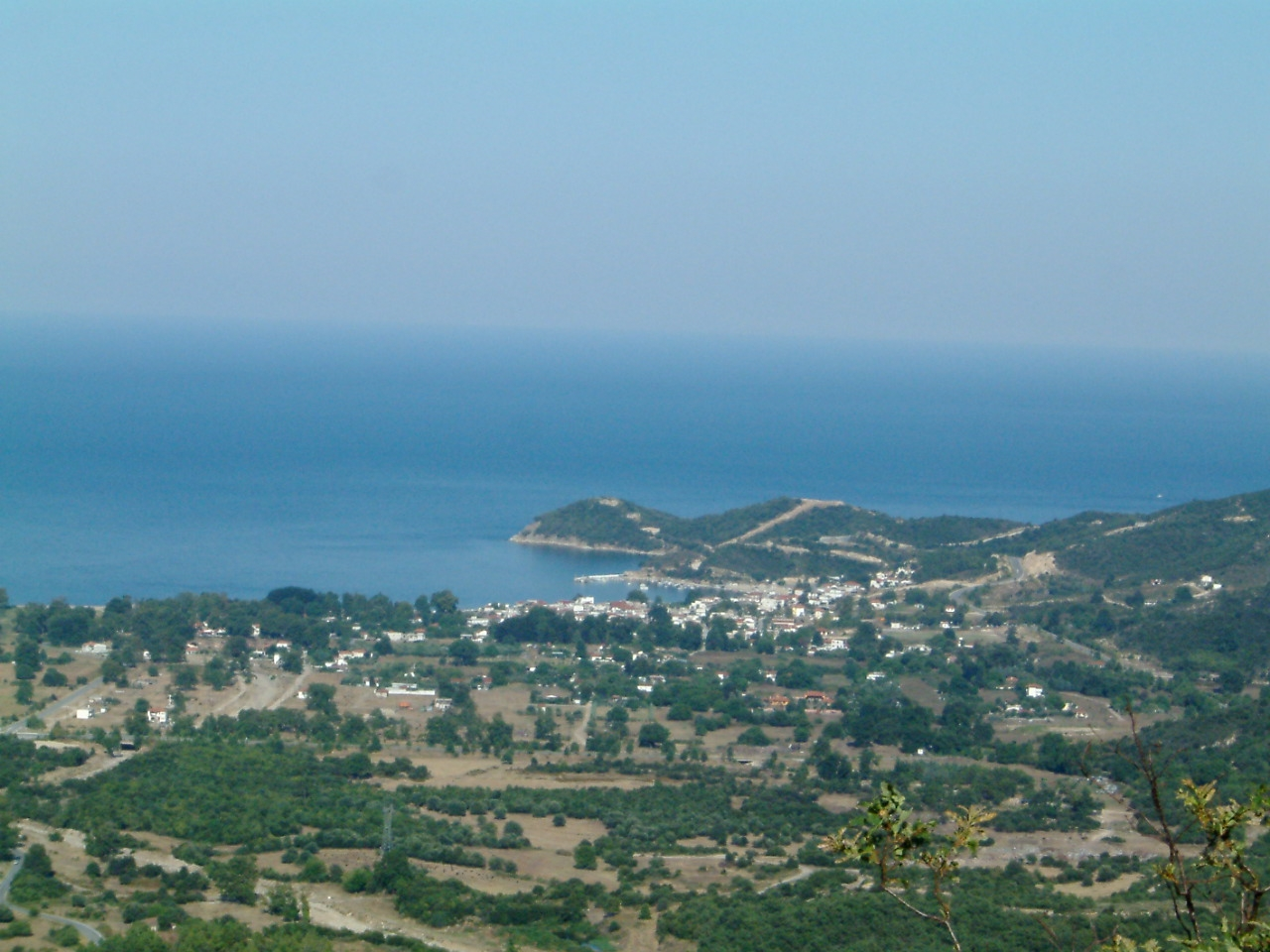
Olimbiada falu a félsziget északkeleti partján

## Külső hivatkozások
- Halkidiki.lap.hu – Linkgyűjtemény

1. ↑  https://ecas.ec.europa.eu/cas/login?loginRequestId=ECAS_LR-35270873-saJhaFdLDQUMzscN5OMERYRAzodhhzjzNcjDqo5u4eUc1zpteysQ5dgcH4RUjdjRKRyqZzvrG3qD8g9IAxIWtq9m-jpJZscgsw0K3ootHyxmziU-zpYNcHwzbPupF7cMfvPa4yNYuzv0NSiv4Dwlk2LRLlxK